# منتخب إسكتلندا لكرة القدم
منتخب إسكتلندا لكرة القدم (بالإسكتلندية: Scotland naitional fitbaw team)‏ و(بالإنجليزية: Scotland national football team)‏ هو ممثل اسكتلندا الرسمي في رياضة كرة القدم ويشرف عليه الاتحاد الإسكتلندي لكرة القدم لعب أمام نظيره الإنجليزي أول مباراة دولية في تاريخ كرة القدم في عام 1872 والتي انتهت بالتعادل السلبي. سجل منتخب اسكتلندا في تاريخ كأس العالم متواضع مقارنة بعراقة الفريق فلم يستطع المنتخب من الوصول إلى الدور الثاني في مشاركاته الثمانية (وإن كان خرج بفارق الأهداف في دورتي 1974، و1982). انجبت الملاعب الأسكتلندية أسماء لامعة مثل كيني دالغليش الذي اختير من قبل الاتحاد الدولي لكرة القدم من ضمن أفضل 100 لاعب في التاريخ.

## وصلات خارجية
- الموقع الرسمي

- قائمة بيانات المنتخب من الموقع الرسمي للفيفا باللغة العربية